# Halle de La Tour-Blanche
La halle est située à La Tour-Blanche, en France.

## Localisation
La halle est située sur le territoire de La Tour-Blanche, ancienne commune intégrée à celle de La Tour-Blanche-Cercles, en Périgord, dans le quart nord-ouest du département de la Dordogne, en région Nouvelle-Aquitaine.

## Description
La halle est située dans les faubourgs de La Tour-Blanche face au manoir de Nanchapt. Un document du milieu du XIIIe siècle atteste l'existence d'un marché à La Tour-Blanche ; un peu plus tard, plusieurs foires et marchés furent établis dans le bourg. La halle actuelle fit l'objet de travaux de réparation en 1843.

## Histoire
Un document de 1739 évoque la présence d'un bâtiment servant de halle.
Elle est répertoriée à l'inventaire général du patrimoine culturel.

## Galerie

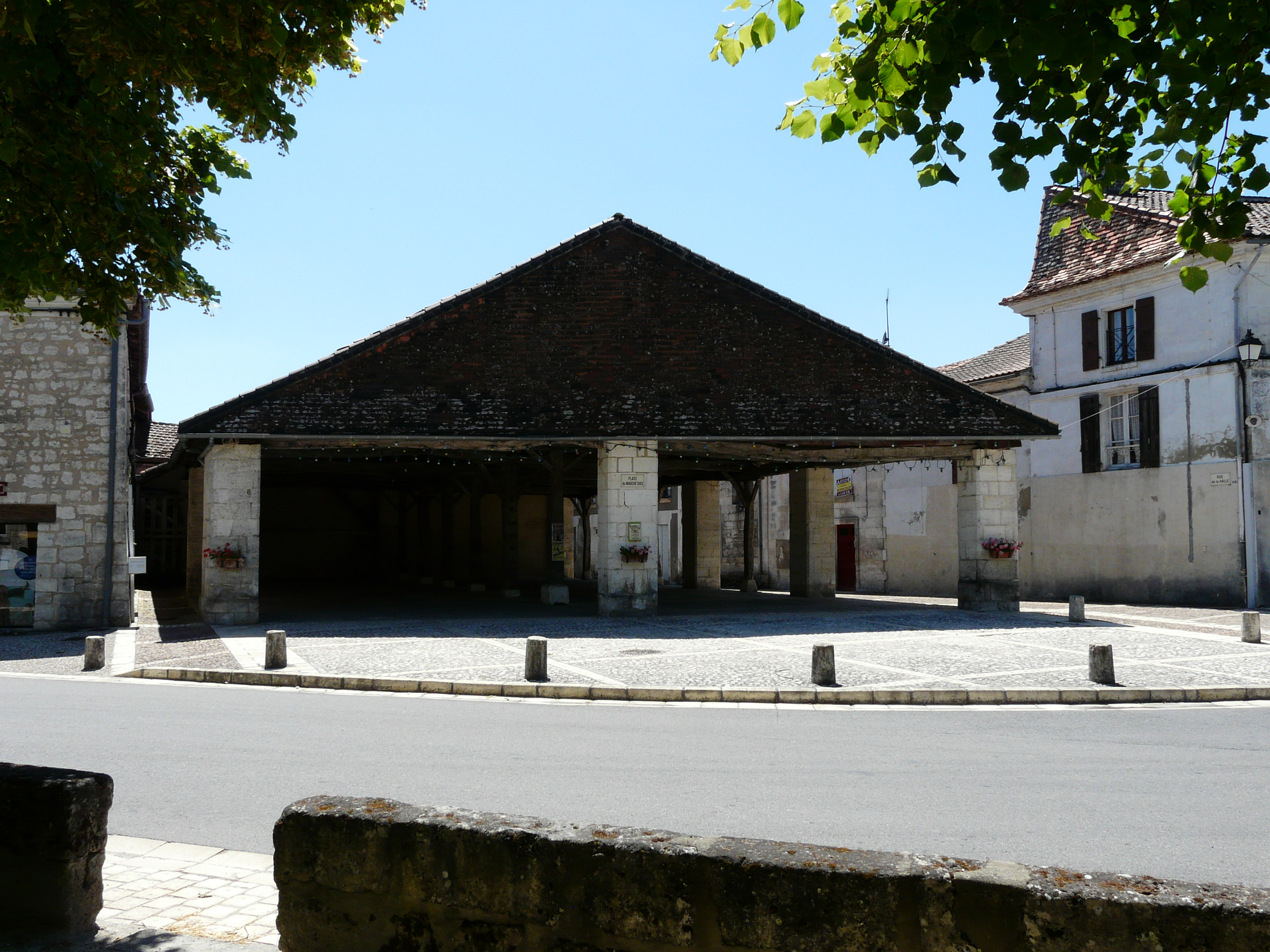
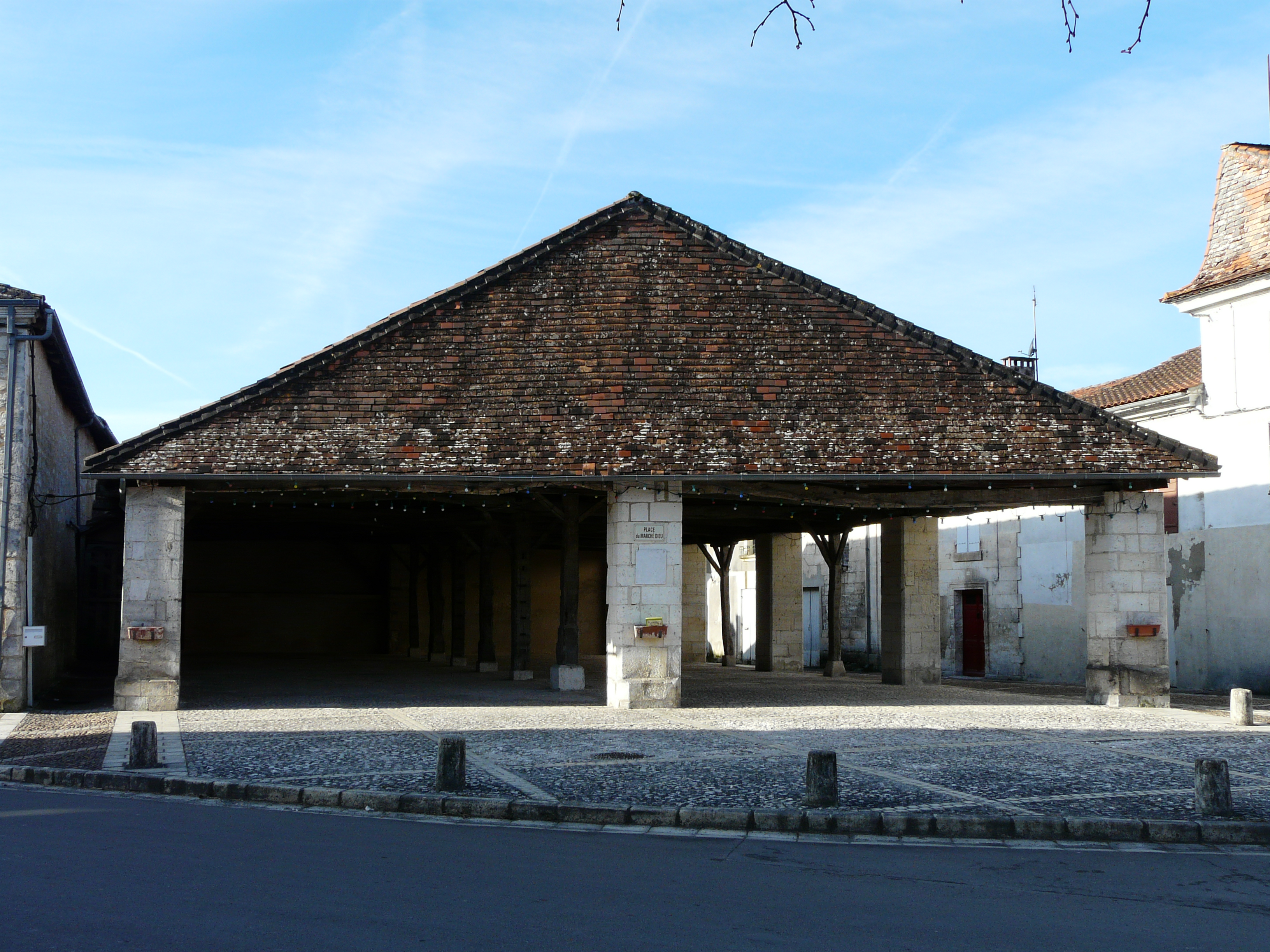